# Archibald Menzies
Archibald Menzies (Weem, Perthshire, 15 de março de 1754 – Kensington, 15 de fevereiro de 1842) foi um cirurgião, botânico e naturalista escocês. Ele passou muitos anos no mar, servindo na Marinha Real, mercadores particulares e na Expedição Vancouver. Ele foi o primeiro europeu registrado a alcançar o cume do vulcão havaiano Mauna Loa e introduziu a árvore Monkey Puzzle na Inglaterra.

## Vida e carreira
Menzies nasceu em Easter Stix (ou Styx) na paróquia de Weem, em Perthshire, Escócia. Enquanto trabalhava com seu irmão mais velho William no Royal Botanic Gardens, ele chamou a atenção do Dr. John Hope, professor de botânica na Universidade de Edimburgo, que o encorajou a estudar medicina lá. Tendo se qualificado como cirurgião, Menzies serviu como assistente de um médico em Caernarvon, País de Gales, depois ingressou na Marinha Real como cirurgião assistente no HMS Nonsuch. Presente em Batalha de Saintes (12 de abril de 1782), em tempos de paz, Menzies serviu na estação de Halifax, na Nova Escócia.
Em 1786, Menzies foi nomeado cirurgião a bordo do Prince of Wales (capitão James Colnett ), em uma viagem de comércio de peles ao redor do Cabo Horn para o norte do Pacífico. Este navio, em companhia da Princesa Real (Capitão Duncan), visitou a América do Norte, China e Havaí (as Ilhas Sandwich) várias vezes; Menzies coletou uma série de novas plantas nesta viagem e também garantiu que nenhum membro da tripulação morresse de doença. Menzies retornou à Grã-Bretanha em 1789. Ele foi eleito membro da Linnean Society em 1790.
De 1791 a 1795, Menzies foi nomeado naturalista para acompanhar o capitão George Vancouver em sua viagem ao redor do mundo no HMS Discovery. Quando o cirurgião adoeceu, Menzies assumiu suas funções. Ele coletou muitos espécimes de plantas e animais durante a viagem, devolvendo-os ao Reino Unido. Ele também fez um registro detalhado da viagem.

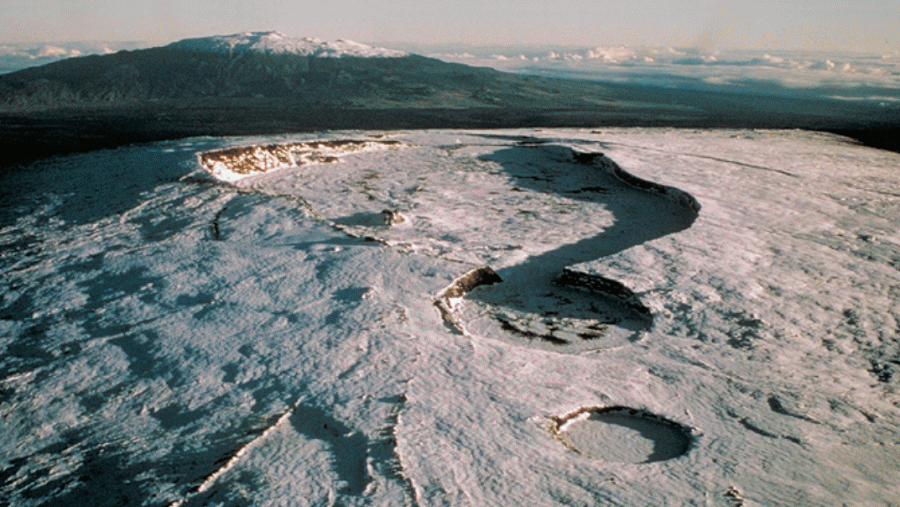
O cume remoto de Mokuaweoweo

Em 1794, enquanto o Discovery passava um dos três invernos no Havaí, Menzies, com o tenente Joseph Baker e dois outros homens, fez a primeira ascensão registrada a Mokuaweoweo, o cume do Mauna Loa. Menzies usou um barômetro portátil para medir a altura da montanha como 13 564 pés (4 100 m) em comparação com sua altura atualmente conhecida de 13 679 pés (4 200 m).
Levaria quarenta anos até que outro europeu, o escocês David Douglas, chegasse ao cume em 29 de janeiro de 1834.
Em 1795, Menzies foi servido com as sementes do pinheiro do Chile, Araucaria araucana, como sobremesa durante um jantar com o vice-rei do Chile. Ele conseguiu colocar algumas sementes no bolso e cultivá-las a bordo de um navio no caminho de volta para a Europa, e voltou para a Inglaterra com cinco plantas saudáveis, as primeiras vistas na Grã-Bretanha. Conhecido como a árvore Monkey Puzzle, o Pinheiro Chile tornou-se um favorito na maioria dos jardins formais do século XIX.
Após a viagem, Menzies serviu na Marinha nas Índias Ocidentais. Ele recebeu o diploma de MD na Universidade de Aberdeen em 1799. Depois de se aposentar da Marinha, tornou-se médico e cirurgião em Notting Hill, Londres. Ele se tornou o pai da Linnean Society após a morte de Aylmer Bourke Lambert.

A esposa de Menzies morreu em 1836. Eles não tiveram filhos. O próprio Menzies morreu em Londres em 15 de fevereiro de 1842 e está enterrado no cemitério de Kensal Green. 